# Gare de Gif-sur-Yvette
La gare de Gif-sur-Yvette est une gare ferroviaire française de la ligne de Sceaux, située dans la commune de Gif-sur-Yvette (département de l'Essonne).
C'est une gare de la Régie autonome des transports parisiens (RATP) desservie par les trains de la ligne B du RER. Elle est, avec la gare de Courcelle-sur-Yvette, l'une des deux gares de la commune. Elle dessert le centre-ville.

## Histoire
Le bâtiment, construit en pierre meulière, date du prolongement de la ligne de Sceaux d'Orsay à Limours.
Lors de l'électrification de la ligne de Sceaux entre 1936 et 1938, une sous-station d'alimentation électrique fut construite à proximité immédiate de la gare, côté Paris. Cette sous-station des Coudrayes constitue la seule sous-station du tronçon Massy - Palaiseau – Saint-Rémy-lès-Chevreuse. Elle était alimentée par une ligne triphasée à 11 kV, et maintenait la ligne de contact sous 1 500 V courant continu via des redresseurs à vapeur de mercure polyanodiques. Elle pouvait fournir 4 500 kW. Cette sous-station a été remplacée par un poste de redressement mis en service le 17 novembre 1976.
Le trafic marchandises a été supprimé à Gif-sur-Yvette en 1972.
En 2019, 669 555 voyageurs sont entrés à cette gare, ce qui la place en 61e position des gares de RER exploitées par la RATP pour sa fréquentation.

## Service des voyageurs

### Accueil
Un passage souterrain a été mis en service le 23 novembre 1977.
En 2008-2009, il a été équipé d'ascenseurs afin de rendre la gare accessible aux personnes à mobilité réduite.

### Desserte
Elle est desservie par les trains de la ligne B du RER.

### Intermodalité
La gare est desservie par les lignes 10 et 11 du Réseau de bus Paris Saclay, la navette O du réseau de bus La Navette Paris-Saclay et, la nuit, par la ligne N122 du réseau Noctilien.